# Wereldkampioenschappen wielrennen 2024 – Individuele tijdrit vrouwen junioren
De individuele tijdrit voor vrouwen junioren op de Wereldkampioenschappen wielrennen 2024 werd gehouden op 24 september. De 58 deelneemsters moesten een grotendeels vlak parcours van 18,8 kilometer in en rond het Zwitserse Zürich afleggen. De Britse Cat Ferguson won, voor Viktória Chladoňová uit Slowakije en de eveneens Britse Imogen Wolff.

## Uitslag

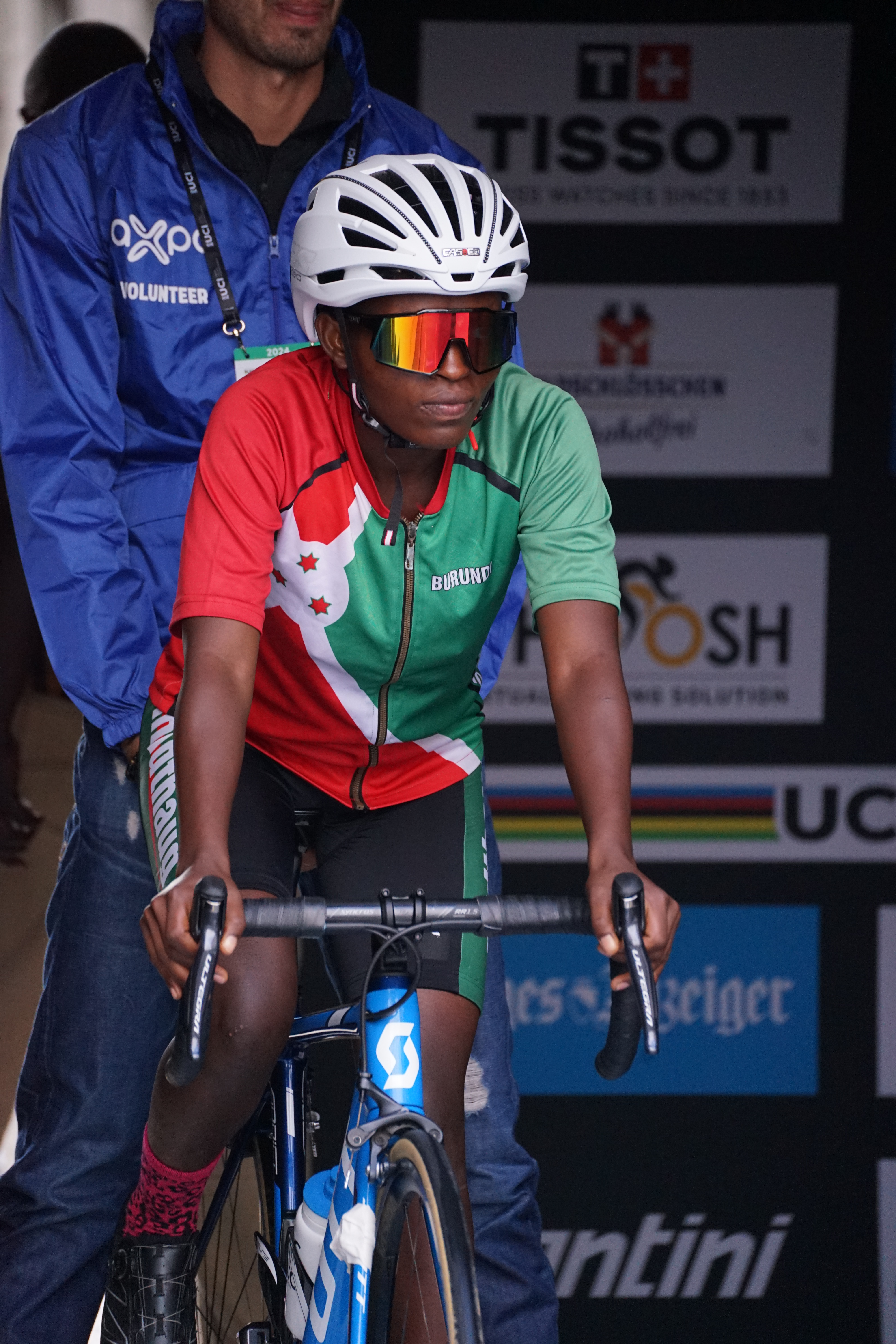
De Burundese Chantal Uwineza was de eerste renster die van start ging.

| Plaats | Naam                   | Tijd       |
| ------ | ---------------------- | ---------- |
| Goud   | Cat Ferguson           | 23'49,72"  |
| Zilver | Viktória Chladoňová    | + 34,30"   |
| Brons  | Imogen Wolff           | + 36,60"   |
| 4      | Fee Knaven             | + 47,69"   |
| 5      | Kamilla Aasebø         | + 54,96"   |
| 6      | Lauren Bates           | + 58,43"   |
| 7      | Paula Ostiz            | + 1'03,79" |
| 8      | Messane Bräutigam      | + 1'09,27" |
| 9      | Megan Arens            | + 1'09,34" |
| 10     | Sidney Swierenga       | + 1'09,37" |
| 11     | Lidia Cusack           | + 1'14,71" |
| 12     | Amandine Muller        | + 1'21,76" |
| 13     | Lucy Bénézet Minns     | + 1'26,58" |
| 14     | Alex Rawlinson         | + 1'27,39" |
| 15     | Maria Jelkina          | + 1'32,29" |
| 16     | Gwen Nothum            | + 1'33,51" |
| 17     | Joelle Amelie Messemer | + 1'36,27" |
| 18     | Célia Gery             | + 1'39,92" |
| 19     | Kirsty Watts           | + 1'45,33" |
| 20     | Luciana Osorio         | + 1'47,07" |
|        |                        |            |
| 21     | Luca Vierstraete       | + 1'53,97" |